# Jacobine op 2
Jacobine op 2 is een protestants programma van de KRO-NCRV dat actuele ontwikkelingen rondom levensbeschouwing en spiritualiteit belicht over mensen en de manier waarop zij in het leven staan. Het programma werd uitgezonden tussen 2016 en 2022.
Elke uitzending staat in het teken van uiteenlopende maatschappelijke en ethische vraagstukken uit de actualiteit. Het programma is een voortzetting van de programma's Schepper & Co en Jacobine op Zondag.